# Park im. Tadeusza Kościuszki w Katowicach
Park im. Tadeusza Kościuszki w Katowicach – park w Katowicach, znajdujący się w dzielnicy Brynów część wschodnia-Osiedlu Zgrzebnioka, w kwartale ulic T. Kościuszki i Pięknej oraz alei Górnośląskiej.   
Jest najbardziej wartościowym terenem zieleni miejskiej w Katowicach, o znaczących walorach kulturowych, przyrodniczych i krajobrazowych. Nawiązuje on do parków angielskich, a znajduje się tutaj m.in. kościół pw. św. Michała Archanioła, wieża spadochronowa, pomnik Tadeusza Kościuszki czy różnego typu obiekty sportowo-rekreacyjne. Jego początki sięgają 1888 roku, a w 1993 roku został wpisany do rejestru zabytków nieruchomych.   

## Geografia

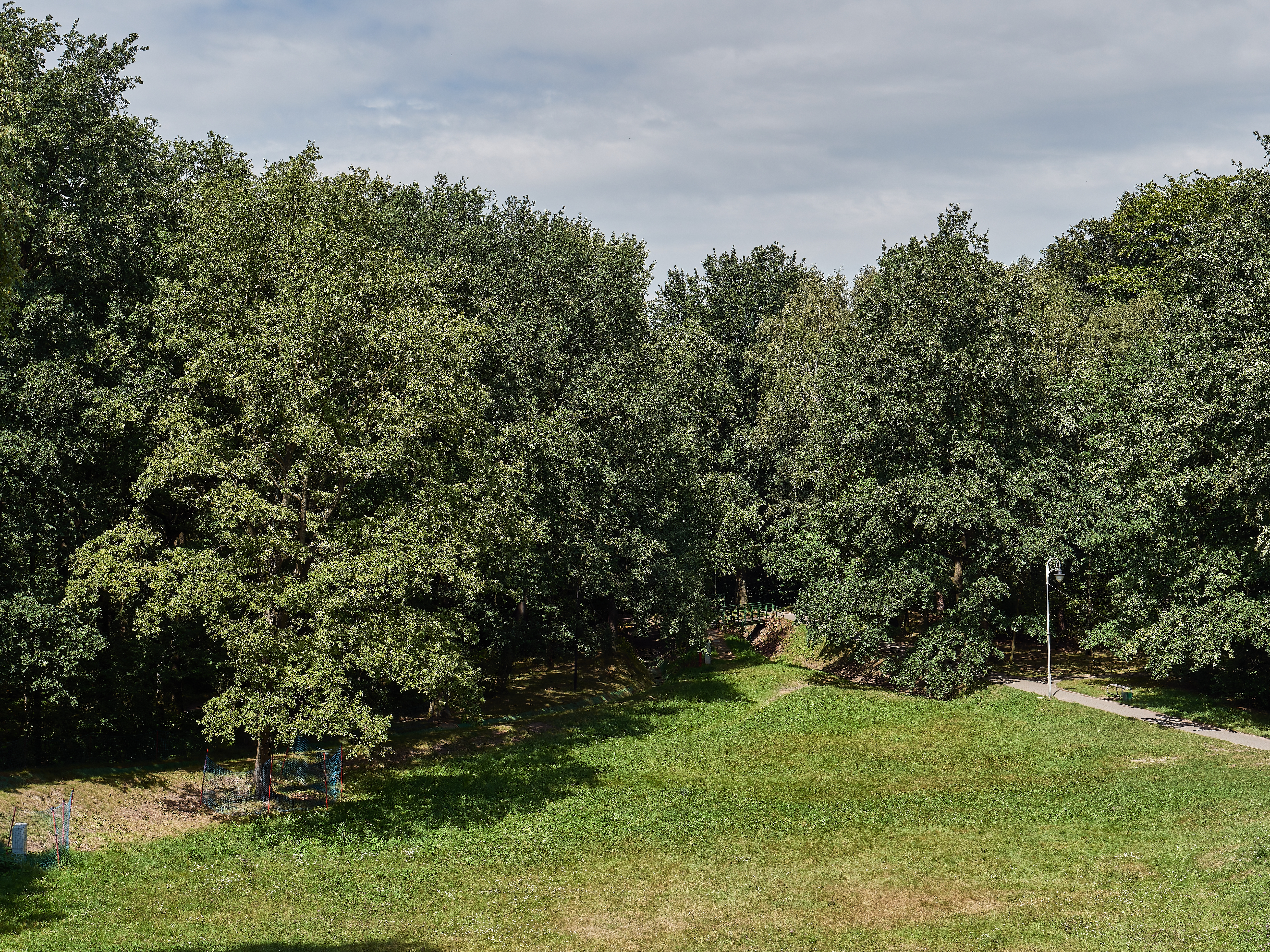
Fragment parku T. Kościuszki widziany ze szczytowej części Wzgórza Beaty w kierunku północno-zachodnim (2024)

Park T. Kościuszki położony jest w środkowej części Katowic, na terenie dzielnicy Brynów część wschodnia-Osiedle Zgrzebnioka. Od północy graniczy z aleją Górnośląską, od wschodu z ulicą T. Kościuszki, od południa z ogrodami działkowymi, a od zachodu z ulicą Mikołowską i ulicą Piękną.
Według podziału fizycznogeograficznego Jerzego Kondrackiego obszar parku położony jest w mezoregionie Wyżyna Katowicka (341.13), stanowiącym południową część makroregionu Wyżyna Śląska, a geologicznie park znajduje się w niecce górnośląskiej, która wypełniona jest utworami pochodzącymi z górnego karbonu w postaci łupków, piaskowców i zlepieńców zawierających pokłady węgla kamiennego.
Pod względem jednostek morfologicznych park T. Kościuszki znajduje się w na Wzgórzach Kochłowickich. Jest to równoleżnikowy wał podzielony dolinami na cztery izolowane wzgórza, z których jedno z nich znajduje się na terenie parku – jest nim Wzgórze Beaty, będący jednocześnie najwyższym punktem parku T. Kościuszki. Jego wysokość sięga ponad 323,0 m n.p.m., a na jego szczycie stoi kościół pw. św. Michała Archanioła.
Średnia roczna temperatura powietrza w wieloleciu 1961–2005 według danych ze stacji meteorologicznej na terenie Muchowca wynosi 8,1 °C, a średnia roczna suma opadów w latach 1951–2005 wynosi 713,8 mm. Obszar parku położony jest w dorzeczu Wisły i Odry, a rozdzielający te dorzecza dział wodny przecina m.in. Wzgórze Beaty. Północna część parku będąca częścią dorzecza Wisły znajduje się w zlewni Rawy (w tym jej dopływu Potoku Leśnego), natomiast południowa jego część, będąca fragmentem dorzecza Odry, położona jest w zlewni Kłodnicy.

## Przyroda i ochrona środowiska

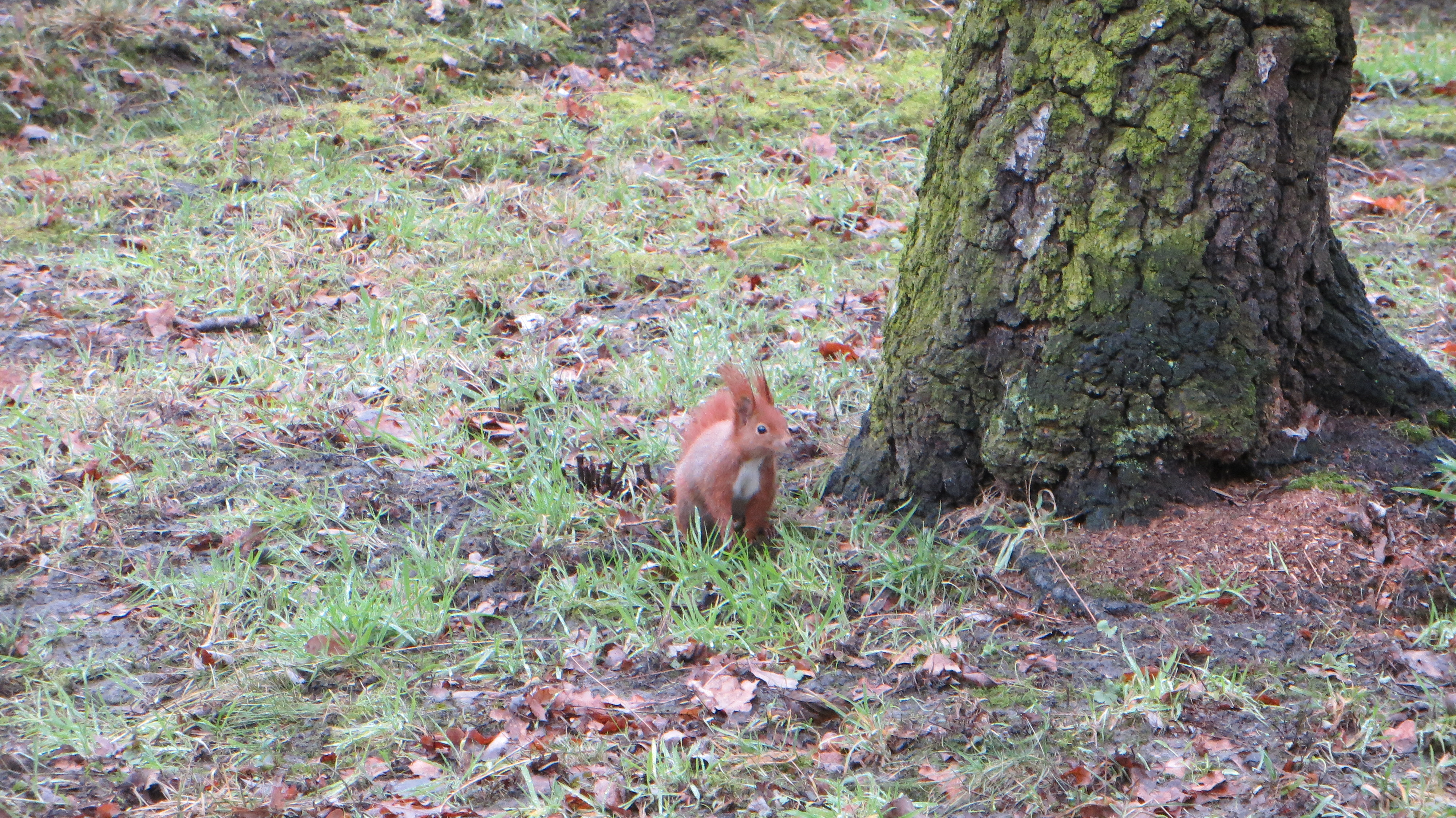
Wiewiórka pospolita w parku (2020)

Katowicki park T. Kościuszki charakteryzuje się swobodną kompozycją zieleni, z części zachowanym naturalnym, wielogatunkowym i różnowiekowym drzewostanem z warstwą runa. Występuje tutaj ponad 90 różnych gatunków i odmian drzew i krzewów, z dominacją rodzimych gatunków drzew liściastych, jak: grab pospolity, buk zwyczajny, lipa drobnolistna, klon pospolity i klon jawor. 
W warstwie krzewów występują: czeremcha zwyczajna, trzmielina pospolita i kalina koralowa. Nasadzenia obce w parku T. Kościuszki są stosunkowo młode i obejmują tuje, katalpy i topole. Do cenniejszych drzew w parku należą buki o srebrzystych pniach i przebarwiających się liściach oraz wiśnie piłkowane charakteryzujące się różowymi kwiatami.
W 1996 roku przy parku T. Kościuszki odkryto jedyne współczesne stanowisko w Polsce osadniczka gołego.
W parku znajdują się miejsca zapewniające schronienie niektórym gatunkom zwierząt, z czego najliczniejszą grupą są ptaki, w znaczącej większości gatunki leśne. Gniazdują tutaj takie gatunki, jak: kos, kwiczoł, sójka czy świstunka, a w dziuplach i budkach dla ptaków gnieżdżą się szpaki, kowaliki oraz kilka gatunków sikor. Z innych zwierząt w parku T. Kościuszki można spotkać m.in.: wiewiórki, jeże, krety oraz płazy (m.in. żabę trawną i ropuchę szarą).

## Historia

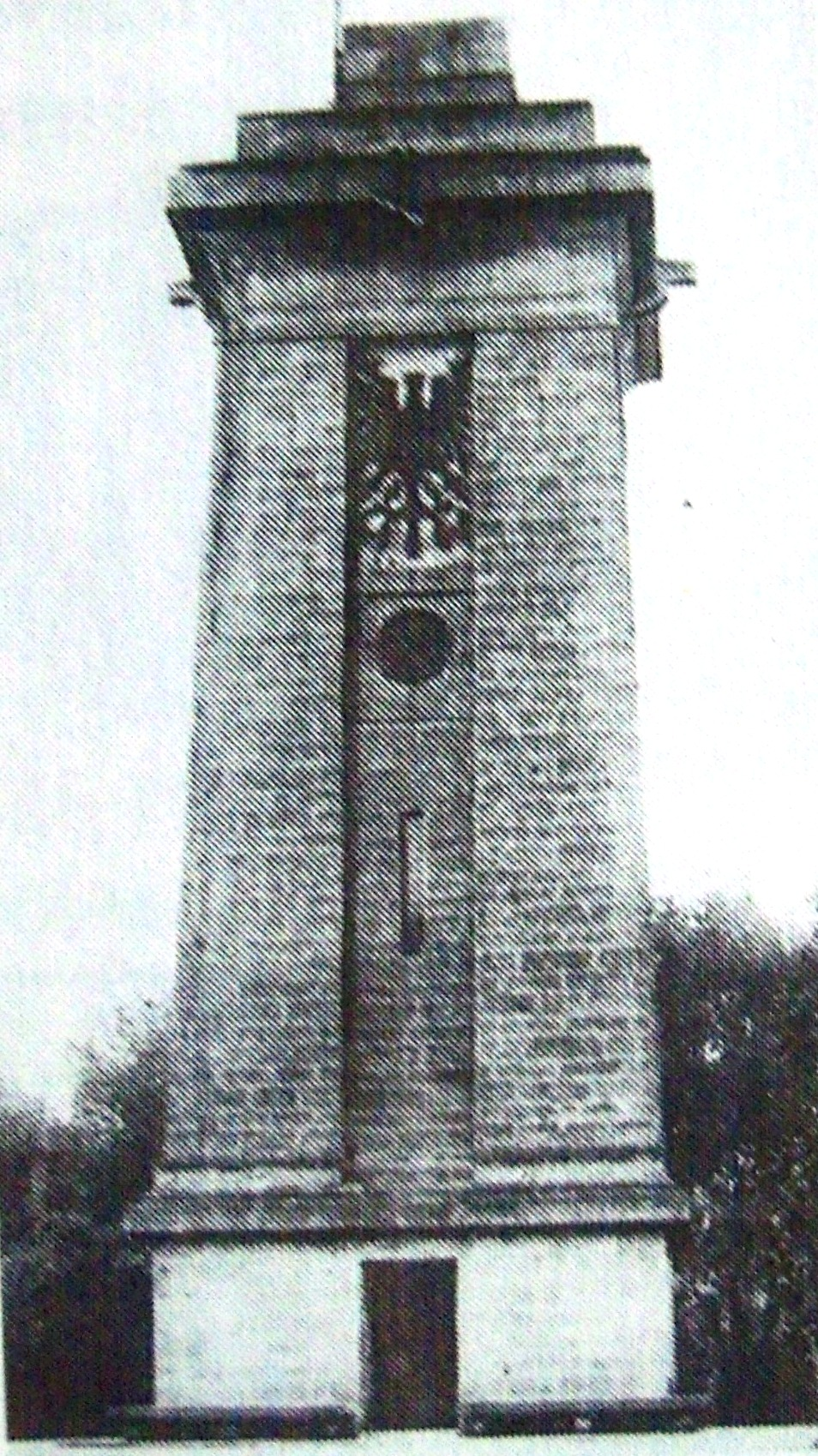
Wieża Bismarcka na Wzgórzu Beaty, istniejąca w latach 1903–1933

Późniejszy park im. Tadeusza Kościuszki powstał na obszarze podmiejskiego lasku zwanego Lasem Katowickim, położnego na południe od ówczesnych Katowic. Wytyczono go w 1888 roku, a w latach 1894–1895 obszar ten przekształcono w park Południowy (niem. Südpark). 
Park powstał na poprzemysłowych terenach zlikwidowanej kopalni węgla kamiennego „Beate” (z niem. „Beata”), którą w 1801 roku założył Johann Ferdinand Koulhaas, a dochodzącą do niej drogą (późniejsza ulica T. Kościuszki) transportowano węgiel. Po części prace przy zakładaniu ówczesnego parku Południowego polegały na rekultywacji tego terenu – m.in. położony przy samej ulicy w północnej części parku staw powstał w miejscu dawnego zbiornika kopalnianego. Całemu założeniu parkowemu nadano charakter krajobrazowy z nieregularną siecią alejek przecinających kompleksy zieleni wysokiej.
Leżący początkowo poza obszarem Katowic teren parku w 1903 roku został wydzierżawiony przez miasto od Tiele-Wincklerów na okres 100 lat. Jeszcze w tym samym roku na szczycie Wzgórza Beaty wzniesiono 20-metrową wieżę Bismarcka, wewnątrz której znajdowały się schody, które prowadziły na taras widokowy. Na początku parku Południowego znajdowały się dwa stawy, w pobliżu których na wniosek niemieckiego stowarzyszenia Beskidenverein wzniesiono drewniany pawilon restauracyjny („Garten Restauration”). Obok powstała muszla koncertowa oraz kamienna studzienka – fontanna.
W 1910 roku magistrat miasta Katowice udzielił pomocy materialnej na zadrzewienie alei wzdłuż późniejszej ulicy T. Kościuszki, zwanej wówczas Promenadą. Wtedy oprócz pierwotnie tutaj rosnących brzóz i sosen pojawiły się inne gatunki drzew. 14 czerwca 1912 roku połączono park Południowy z katowickim rynkiem linią tramwajową, która kończyła się z początkiem parku (tuż za późniejszą aleją Górnośląską, gdzie po wschodniej stronie ulicy T. Kościuszki powstała zajezdnia tramwajowa). Duże zasługi w rozbudowie i zagospodarowaniu parku miał doświadczony ogrodnik Paul Sallmann, który od 1913 roku przez kilkanaście lat był dyrektorem Ogrodów Miejskich w Katowicach. Ostateczna forma parku została ukształtowana w 1922 roku.

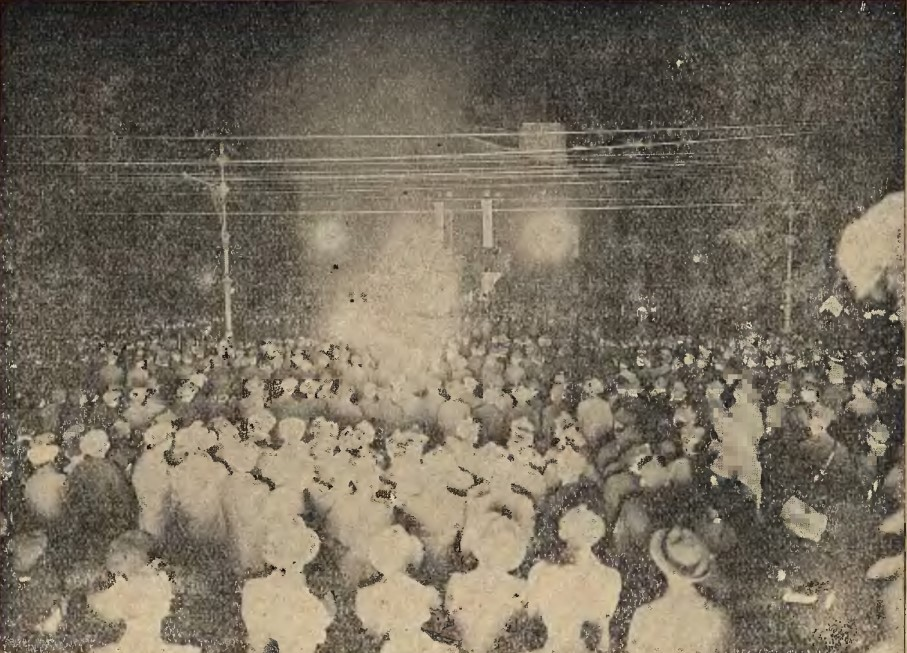
Ognisko w parku T. Kościuszki, zorganizowane 2 maja 1934 roku w rocznicę wybuchu III powstania śląskiego

16 lipca 1922 roku w parku T. Kościuszki oficjalnie podpisano akt przejęcia części Górnego Śląska przez Polskę. W godzinach popołudniowych odbył się tutaj festyn oraz mecz piłki nożnej pomiędzy Pogonią Katowice a Strzelcem Wilno, a dzień ten zakończono rautem. 
W latach 1922–1924 obszar ten nosił nazwę Park Południowy, a w 1925 roku nadano mu nazwę Park im. Tadeusza Kościuszki. W tym czasie na wieży Bismarcka umieszczono medalion z portretem Tadeusza Kościuszki i tablicę poświęconą patronowi parku. Płaskorzeźbę projektu Stanisława Ligonia wykonał rzeźbiarz Wincenty Chorembalski. Wieża zaś pozostała tarasem widokowym. Rozebrano ją w 1933 roku, a jej elementy wmurowano w fundamenty budowanej w tym czasie katedry Chrystusa Króla.
W latach międzywojennych w parku T. Kościuszki utwardzono alejki spacerowe, założono place zabaw dla dzieci oraz boiska i tory saneczkowe. Zadbano także o roślinność – alejki wzbogacono krzewami ozdobnymi (m.in. rododendronami), a także założono klomby. O park dbał zespół ogrodników, dla których wybudowano 18-osobowy dom noclegowy. Do pracy tej zatrudniano wyłącznie kawalerów.

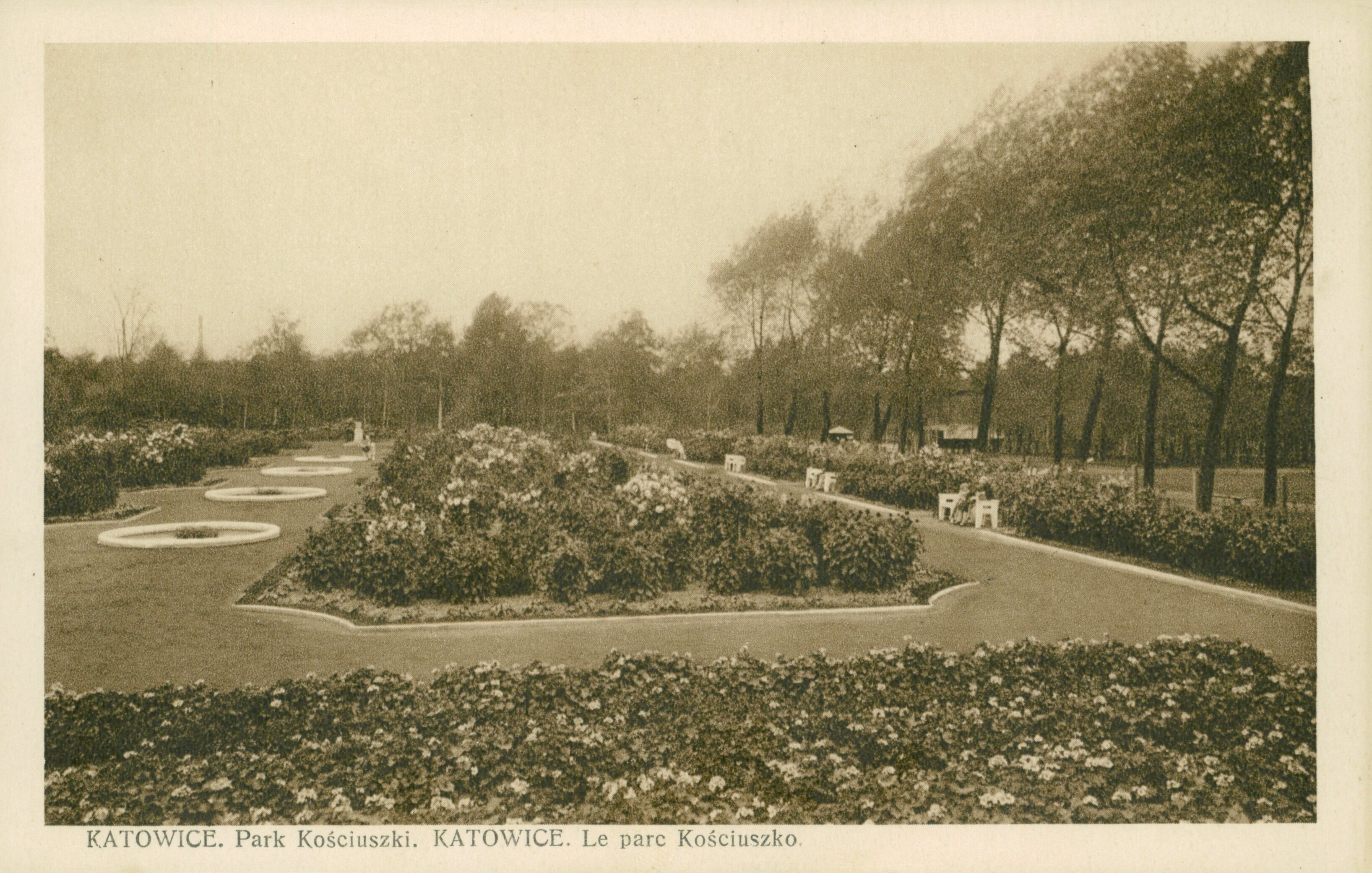
Fragment parku T. Kościuszki pomiędzy 1927 a 1939 rokiem

W parku powstało także rosarium z wodotryskiem, z w 1927 roku z okazji targów gospodarczo-spożywczych założono ogród daliowy o powierzchni 3 tys. m². W tym samym roku działalność rozpoczął letni lokal, a przy restauracji położonej w ogrodzie odbywały się koncerty. W latach 1927–1938 w parku swoją strzelnicę miało katowickie Kurkowe Bractwo Strzeleckie. 
W zachodniej części parku T. Kościuszki umieszczono część katowickiego zwierzyńca (jego główna część znajdowała się przy ulicy Bankowej), dzięki czemu w parku można było spotkać łabędzie, kaczki, cyranki i kormorany, a w zbudowanych obok zagrodach jelenie, sarny i owce. Znajdowały się tu także dwie lwice, podarowane miastu w 1928 roku przez właściciela cyrku w Dreźnie.

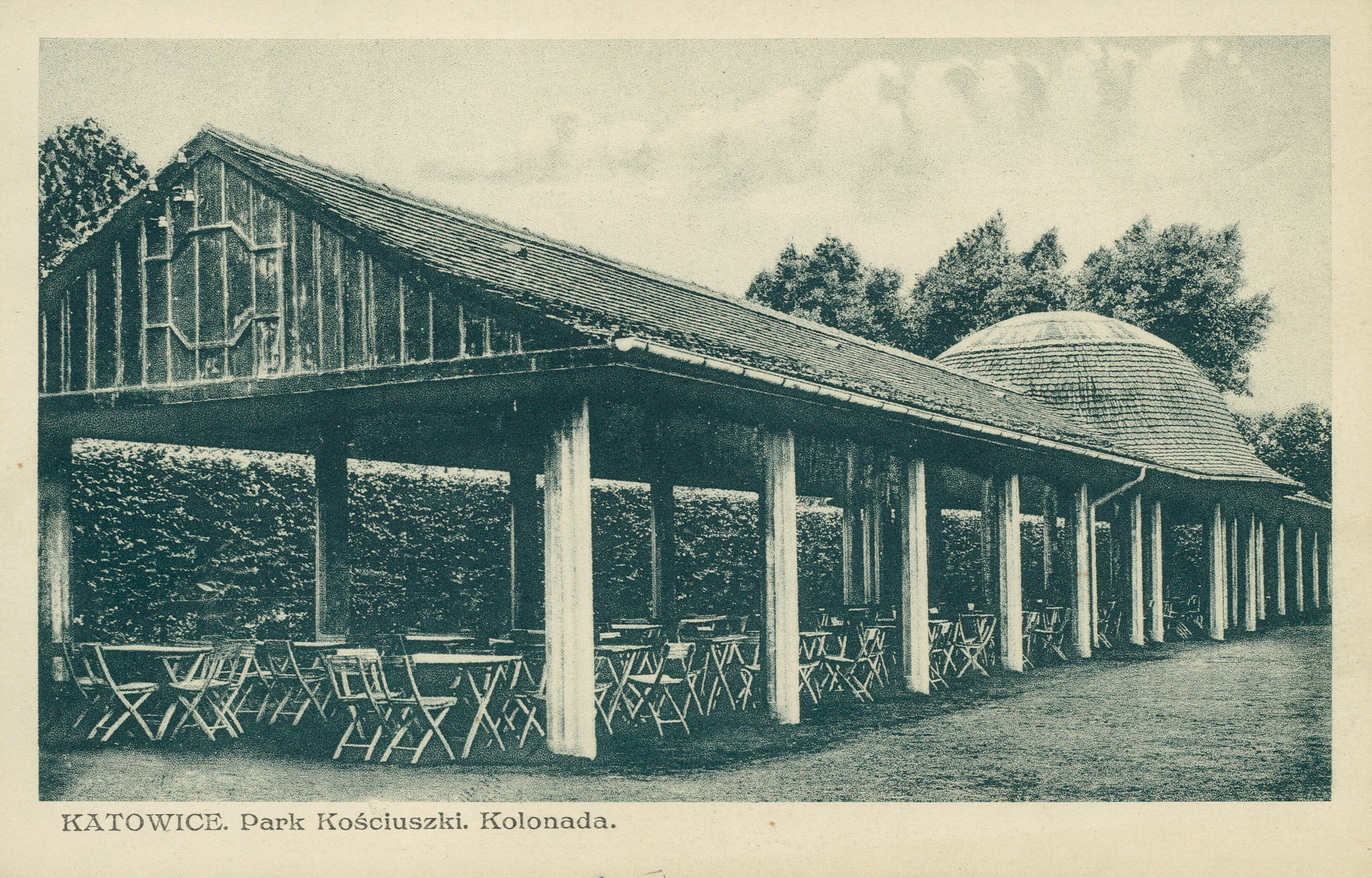
Pawilon w parku T. Kościuszki przed 1939 rokiem

Nieopodal parku T. Kościuszki w 1930 roku wzniesiono Halę Parkową – pierwotnie była ona drewniana, a po II wojnie światowej została przebudowana. W latach 1930–1939 organizowano w niej Targi Katowickie, a po wojnie odbywały się imprezy sportowe oraz koncerty.
Pod koniec lat 30. XX wieku w rejonie Wzgórza Beaty zaczęto tworzyć zalążek skansenu. Na miejscu wieży Bismarcka stanął w 1938 roku drewniany kościół pw. św. Michała Archanioła przeniesiony z Syryni w powiecie wodzisławskim, pochodzący prawdopodobnie z 1510 roku. Do wybuchu II wojny światowej udało się jeszcze sprowadzić do parku drewniany spichlerz z 1688 roku, wybudowany w Gołkowicach, wsi leżącej również w powiecie wodzisławskim. Spłonął 30 października 1969 roku.

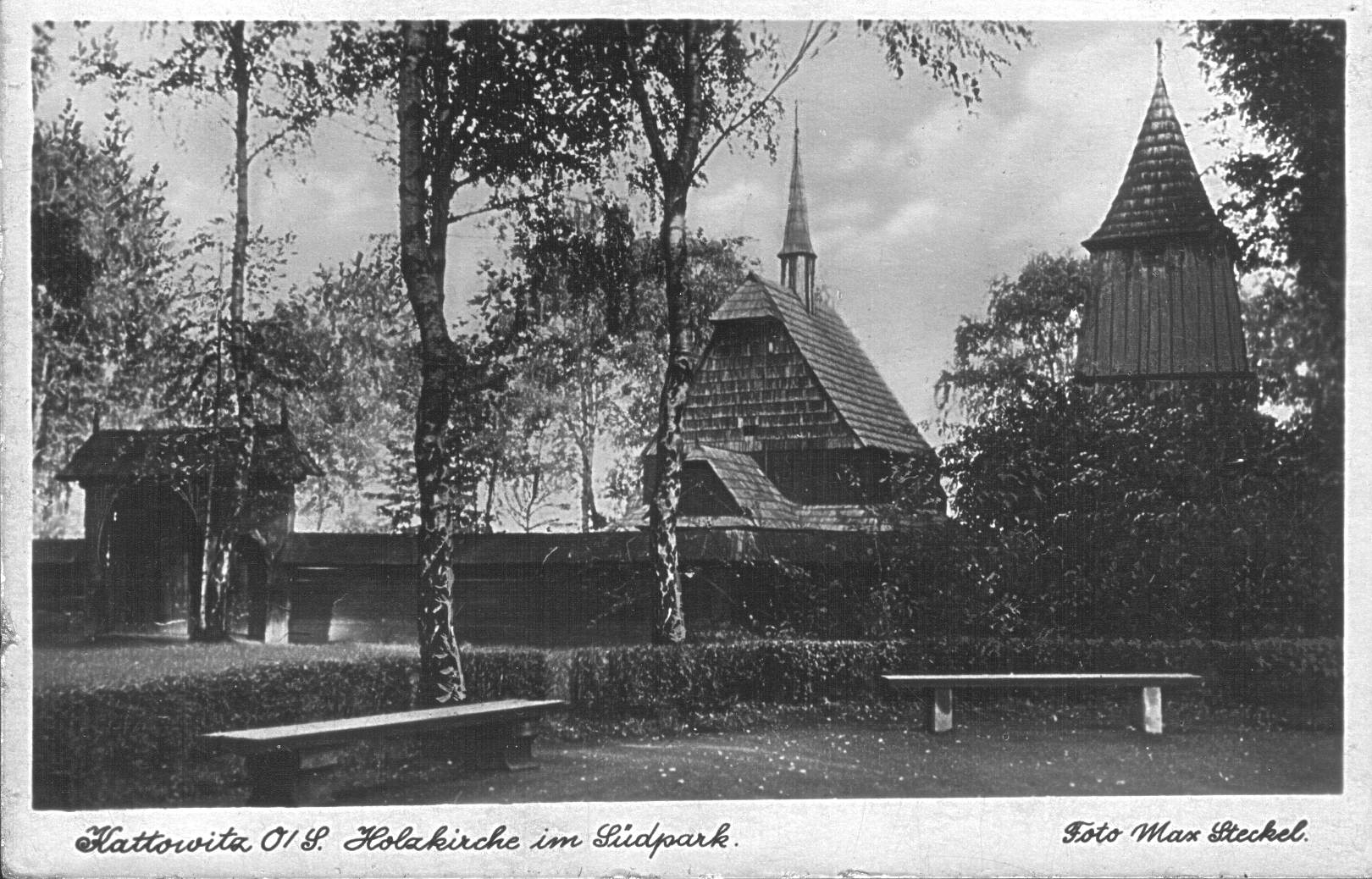
Kościół pw. św. Michała Archanioła w czasie niemieckiej okupacji

W czerwcu 1938 roku staraniem Ligi Obrony Powietrznej i Przeciwgazowej w parku T. Kościuszki wzniesiono wieżę spadochronową o wysokości 50 m. Jej projektantem był Józef Koziołek. Na przełomie sierpnia i września 1939 roku stanowiła ona punkt obserwacyjny dla 73 Pułku Piechoty. W pierwszych dniach II wojny światowej, po wkroczeniu do Katowic niemieckiej 239 Dywizji Piechoty, do obrony miasta przystąpiły polskie oddziały samoobrony, złożone głównie z powstańców i harcerzy. Obrońcy bronili się m.in. na wieży spadochronowej. Została ona rozebrana, a po wojnie postawiono nową o wysokości 35 m. Została ona odbudowana w 1951 roku z inicjatywy Ligi Lotniczej.
W 1962 roku w parku wzniesiono obelisk, na którym umieszczono płytę z wizerunkiem Tadeusza Kościuszki z 1925 roku autorstwa Wincentego Chorembalskiego. Rok później w związku z budową późniejszego ronda gen. J. Ziętka do parku T. Kościuszki został przeniesiony cmentarz żołnierzy Armii Czerwonej, którzy pierwotnie byli pochowani na terenie parku Powstańców Śląskich przy współczesnej alei W. Korfantego.
14 grudnia 1991 roku na zachodnim obrzeżu parku, przy ulicy Pięknej konsekrowano kościół pw. Podwyższenia Krzyża Świętego. 26 lutego 1993 roku zespół parku im. Tadeusza Kościuszki został wpisany do rejestru zabytków nieruchomych. 8 października 2006 roku w parku został otwarty bulodrom, powstały z inicjatywy stowarzyszenia Dom Miasta Saint-Etienne w Katowicach. W 2015 roku został odsłonięty pomnik Alpinistów.

## Zagospodarowanie

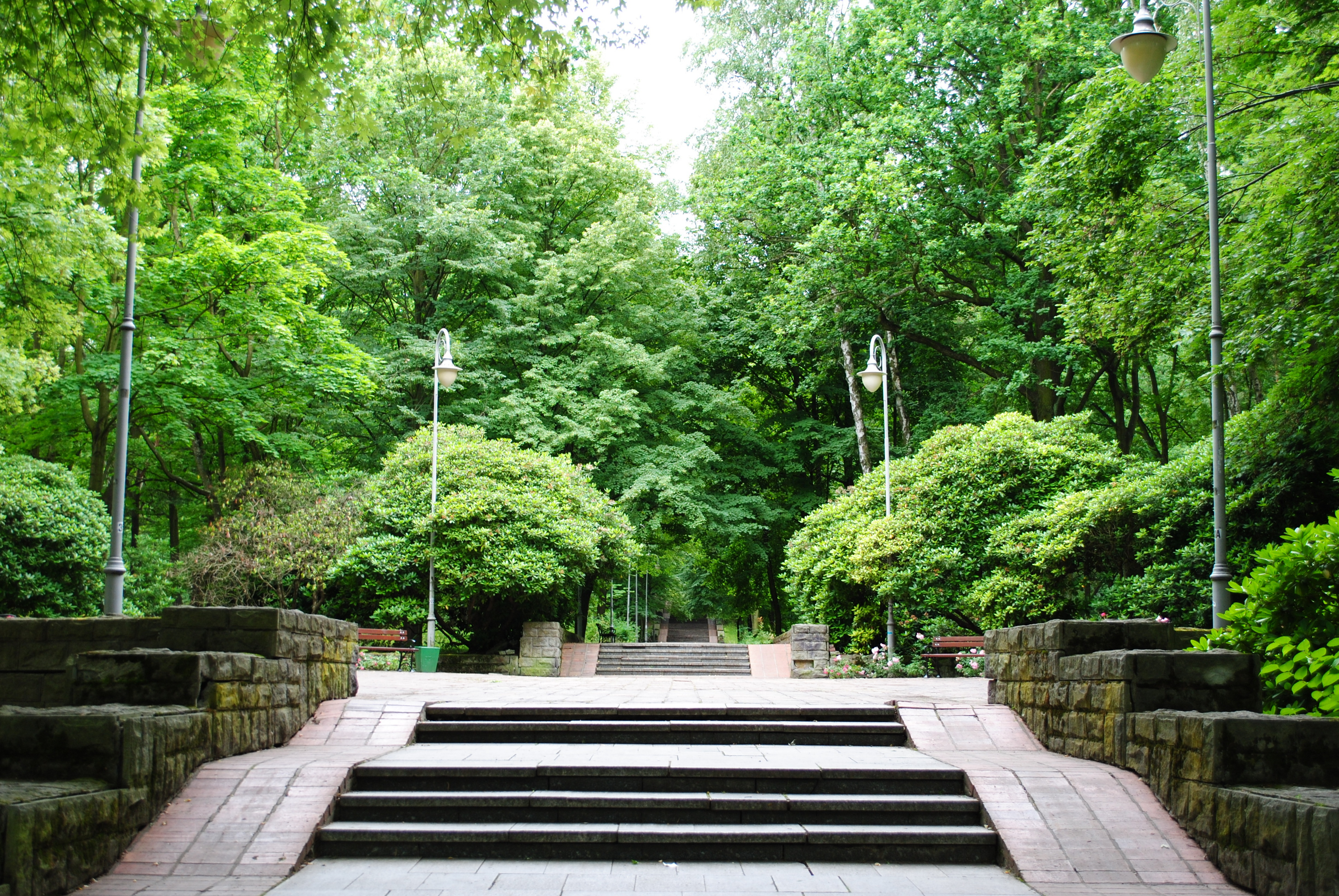
Jedna z alejek parkowych (2021)

Park im. Tadeusza Kościuszki o powierzchni 50,95 ha jest najbardziej wartościowym obiektem zieleni miejskiej w Katowicach, o walorach kulturowych, przyrodniczych i krajobrazowych. Stanowi jednocześnie najstarszy i najpełniej zachowany tego typu teren w mieście, który swoją kompozycją nawiązuje do parków angielskich. Widoczne są również wpływy ogrodów klasycystycznych przejawiające się w charakterze rozplanowania poszczególnych rabat oraz klombów kwiatowych.
Z pierwotniej kompozycji parku T. Kościuszki zachowały się osie przebiegające w kierunkach północ-południe i zachód-wschód, większość alejek spacerowych oraz główne wejście. Zachowano także układ zieleni w parku. Jedną z kluczowych alei stanowi trakt spacerowy, założony na osi zachód-wschód, z wydatnym kwiatowym klombem oraz pomnikiem Tadeusza Kościuszki w części zachodniej. Park jest gęsto poprzecinany ścieżkami spacerowymi, a w jego strukturze wyróżnia się kilka otwartych polan, a ponadto są tutaj drogi dla rowerów, oczka wodne, a także galeria rzeźby plenerowej.

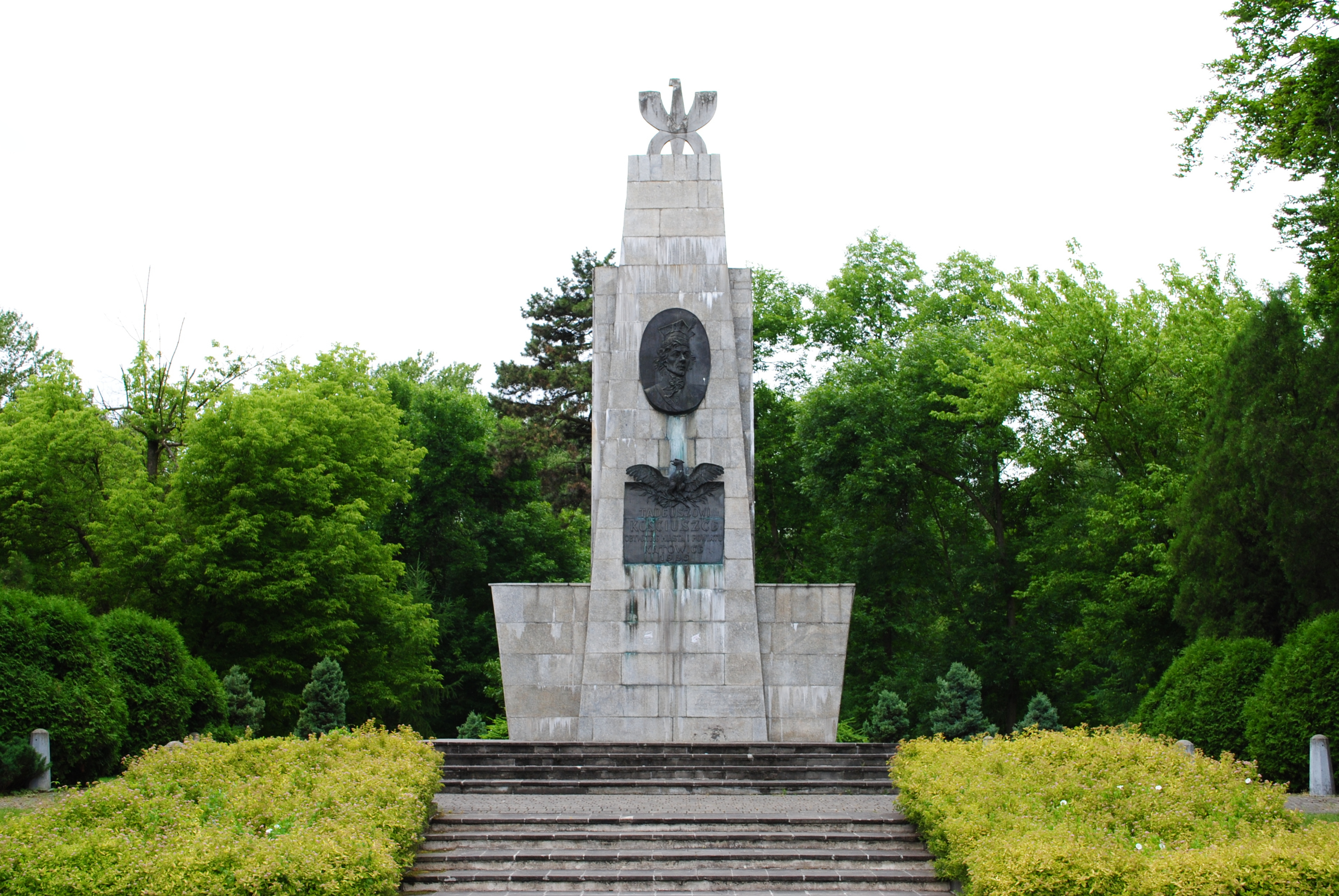
Pomnik Tadeusza Kościuszki widziany od frontu (2021)

W parku po jego północno-wschodniej stronie znajduje się stalowa wieża spadochronowa o wysokości 35 m, ze schodami prowadzące na szczyt i znajdującą się tam platformą. Stanowi ona miejsce pamięci jako jeden z punktów oporu podczas obrony Katowic we wrześniu 1939 roku. Na szczycie Wzgórza Beaty stoi drewniany kościół pw. św. Michała Archanioła, pochodzący prawdopodobnie z 1510 roku. Został on przywieziony z Syryni. Jest on pod opieką Muzeum Historii Katowic, a na dziedzińcu przy nim znajduje się lapidarium. W pobliżu kościoła znajduje się pomnik Alpinistów, upamiętniający tragicznie zmarłych wspinaczy, a bardziej na południe cmentarz żołnierzy Armii Czerwonej.
Park T. Kościuszki posiada różnego typu urządzania sportowo-rekreacyjne, w tym tor saneczkowy i bulodrom. Są tu także dwa place zabaw, w tym zbudowany z elementów drewnianych. Park jest ponadto miejscem organizacji imprez kulturalnych, m.in. cyklu koncertów promenadowych.

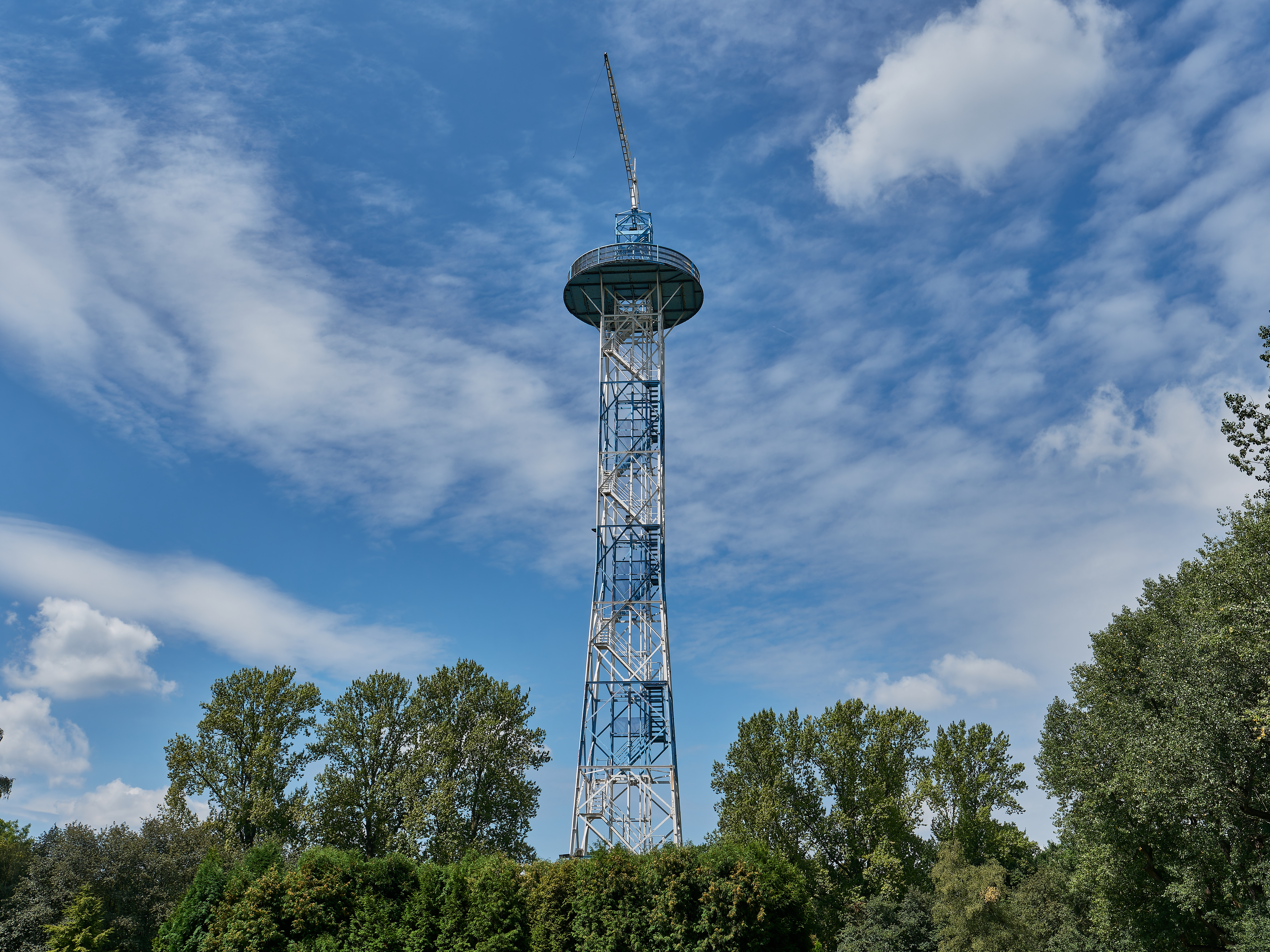
Wieża spadochronowa (2024)

Na obrzeżach parku T. Kościuszki, od strony północno-wschodniej znajduje się stacja rowerów miejskich Metrorower nr 27705, a wzdłuż ulicy T. Kościuszki ciągnie się linia tramwajowa obsługiwana przez Tramwaje Śląskie na zlecenie ZTM. Na wysokości parku T. Kościuszki znajdują się 4 przystanki tramwajowe: Katowice Kościuszki Szpital, Katowice Kościuszki Basen, Brynów Zgrzebnioka i Brynów Gawronów.
Park T. Kościuszki jest wpisany do rejestru zabytków nieruchomych pod nr. A/1515/93. Ochroną objęte są: układ kompozycyjny, zespół zieleni, wieża spadochronowa, pomnik Tadeusza Kościuszki, muszla koncertowa, altana murowana, elementy małej architektury i cmentarz żołnierzy Armii Czerwonej. Parkiem zarządza Zakład Zieleni Miejskiej w Katowicach.
Przez park T. Kościuszki przebiegają następujące szlaki:
- Szlak Bohaterów Wieży Spadochronowej – z Panewnik przez park T. Kościuszki w kierunku Śródmieścia Katowic[53],
- Szlak Parkowy – z parku T. Kościuszki do Katowickiego Parku Leśnego[53],
- nr 2 – z parku T. Kościuszki w kierunku Panewnik i Zadola do Stargańca[54].

## Galeria

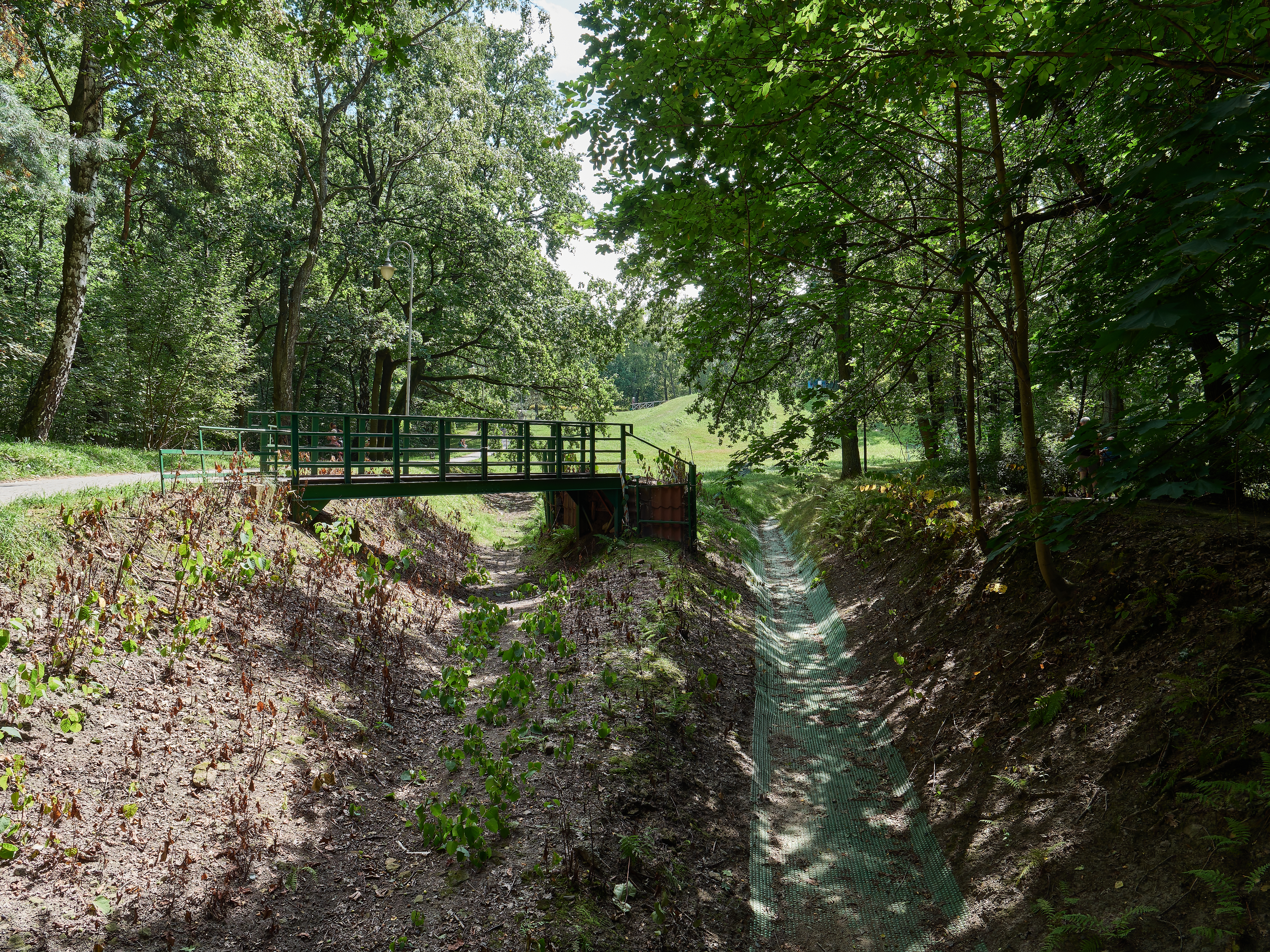
Fragment parku w części południowej (2024)
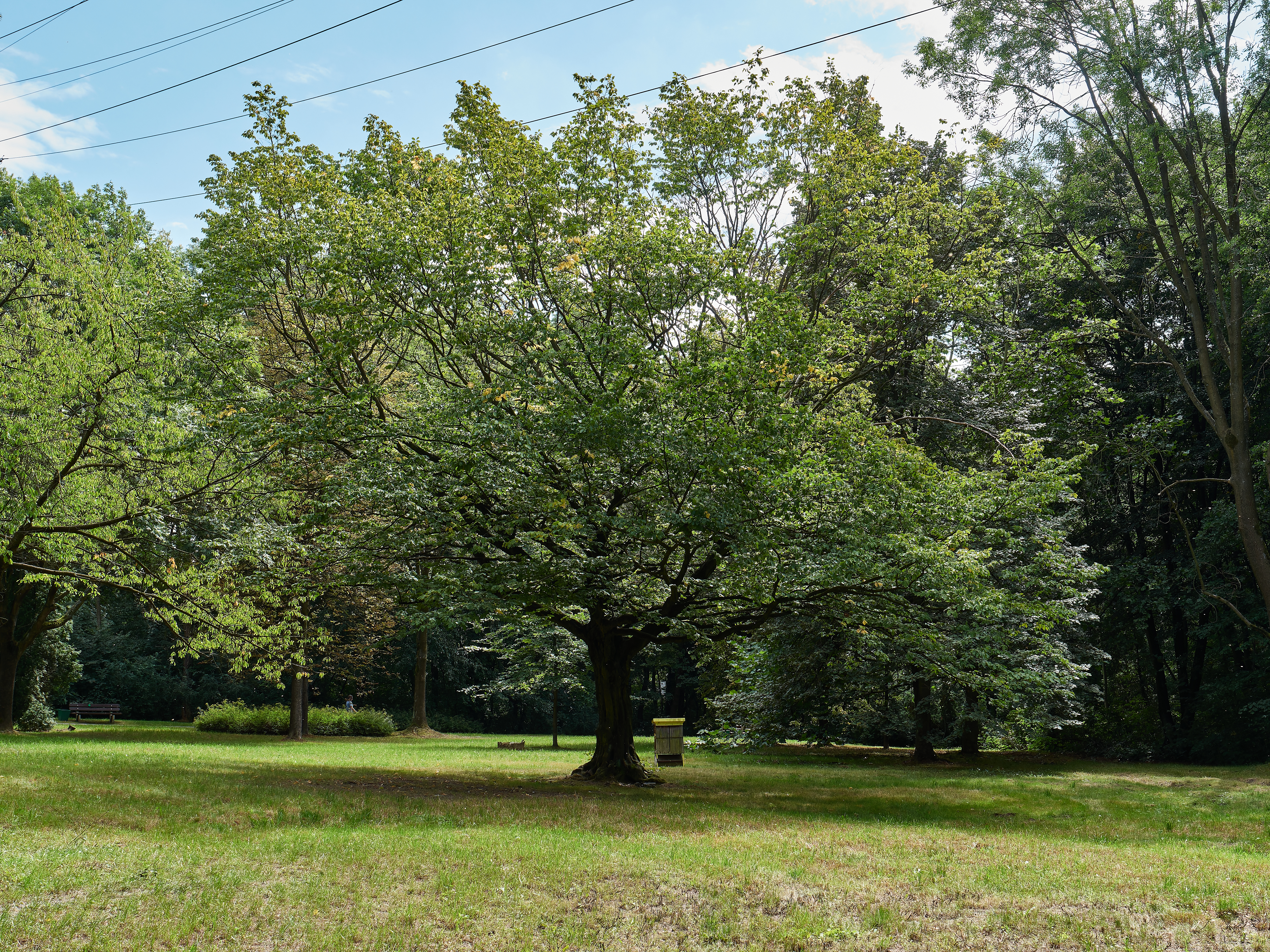
Jedno z drzew w parku (2024)
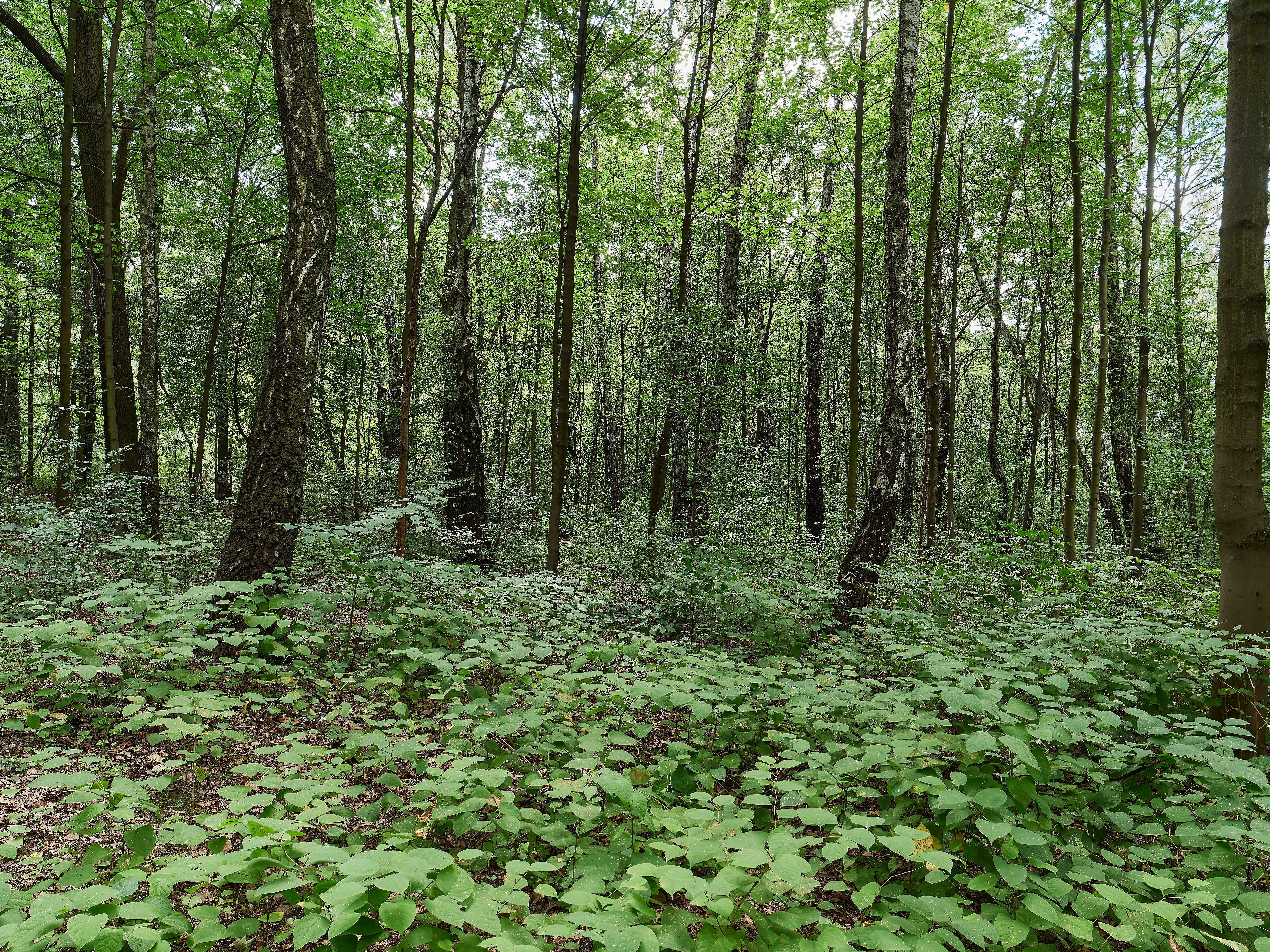
Fragment południowej części parku (2024)
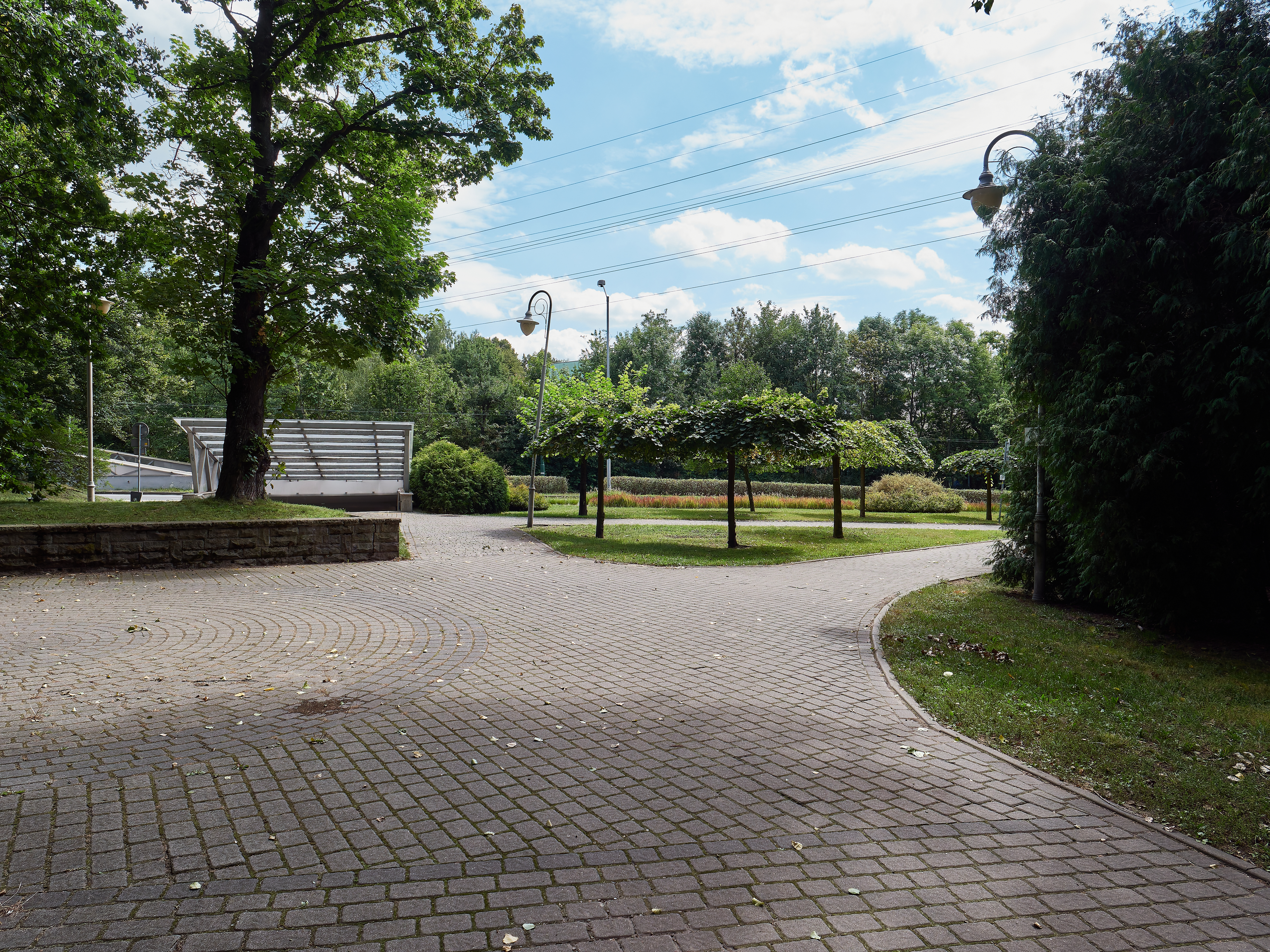
Wejście do parku od strony północno-wschodniej (2024)
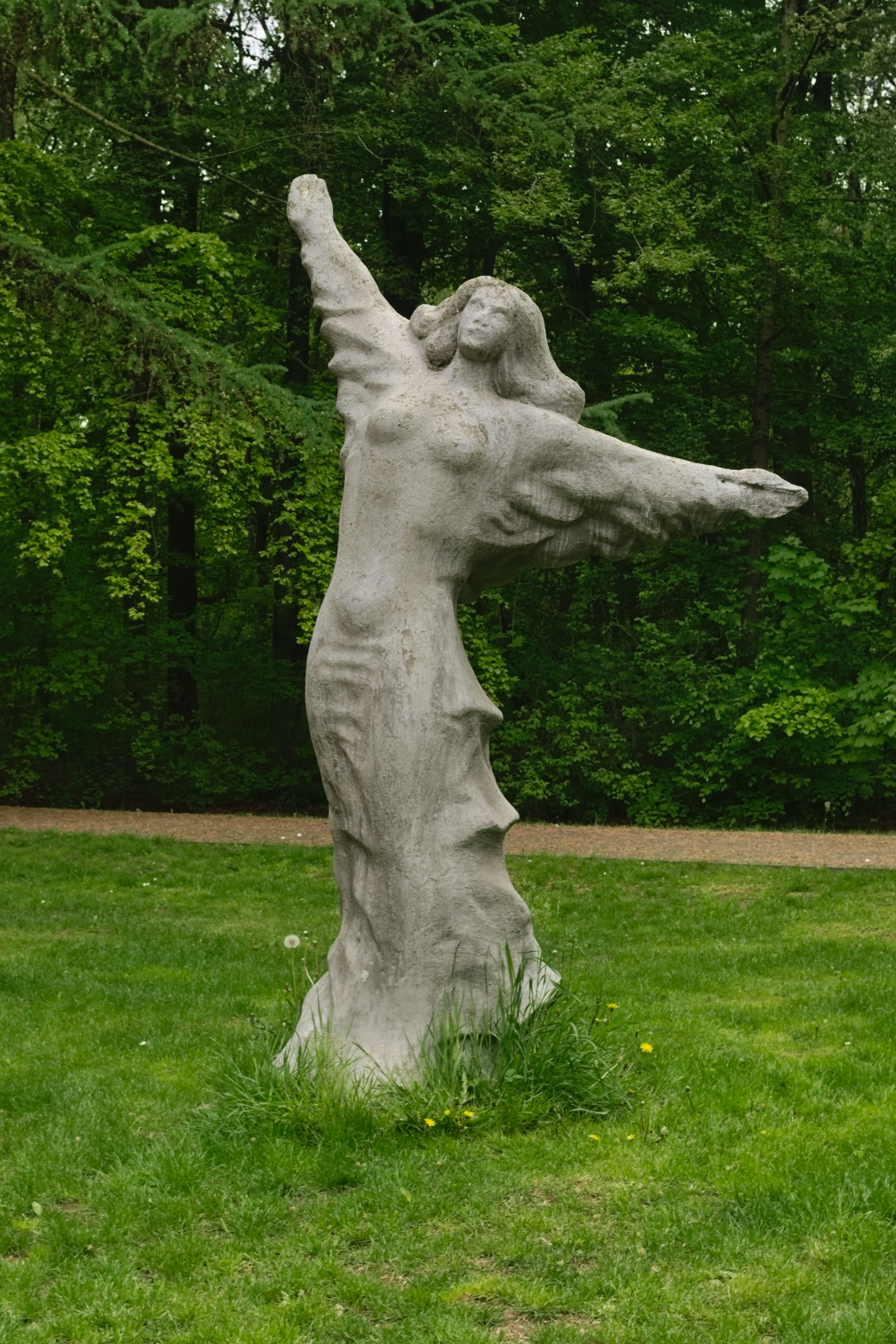
Jedna z rzeźb plenerowych (2020)
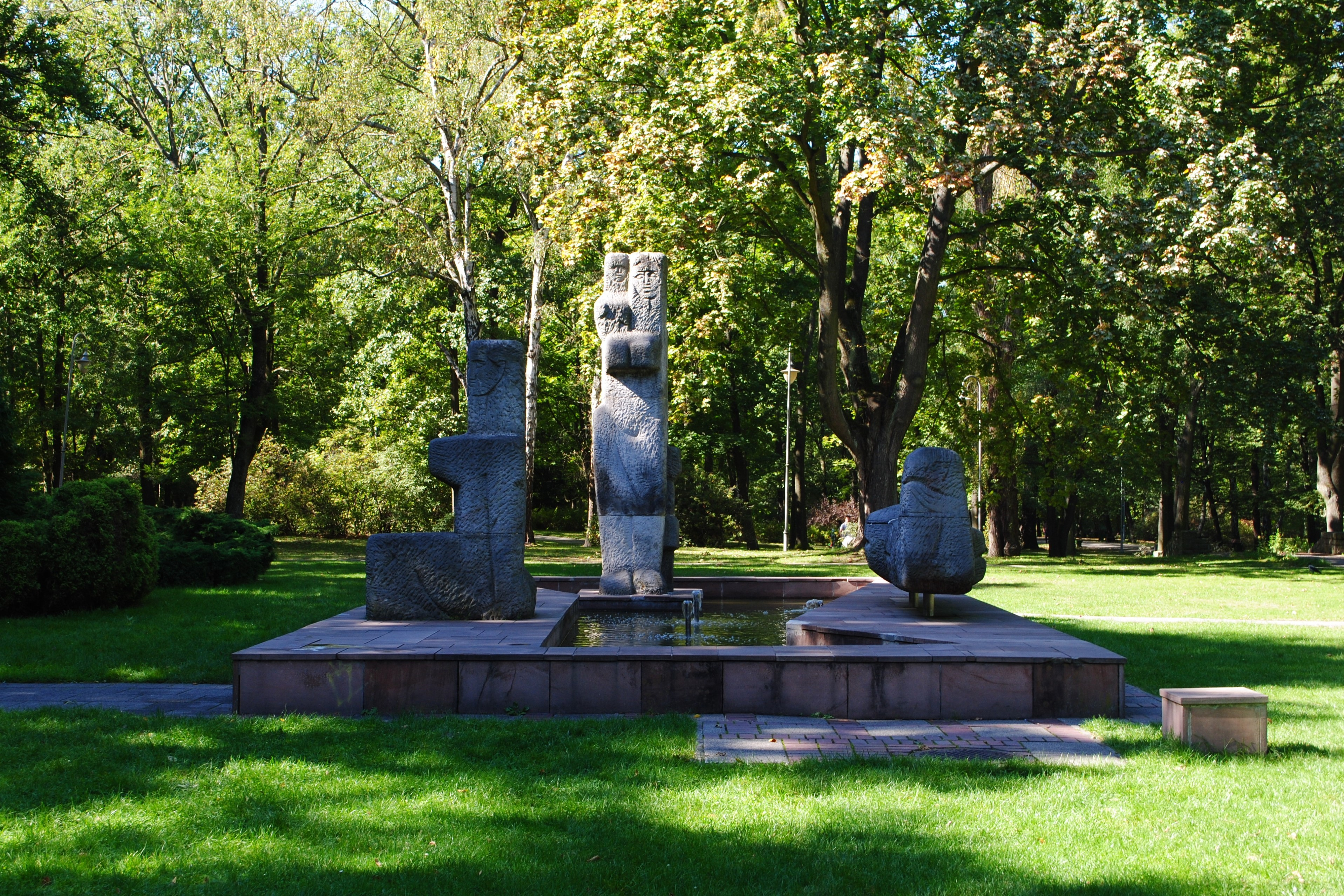
Jedna z rzeźb plenerowych (2024)
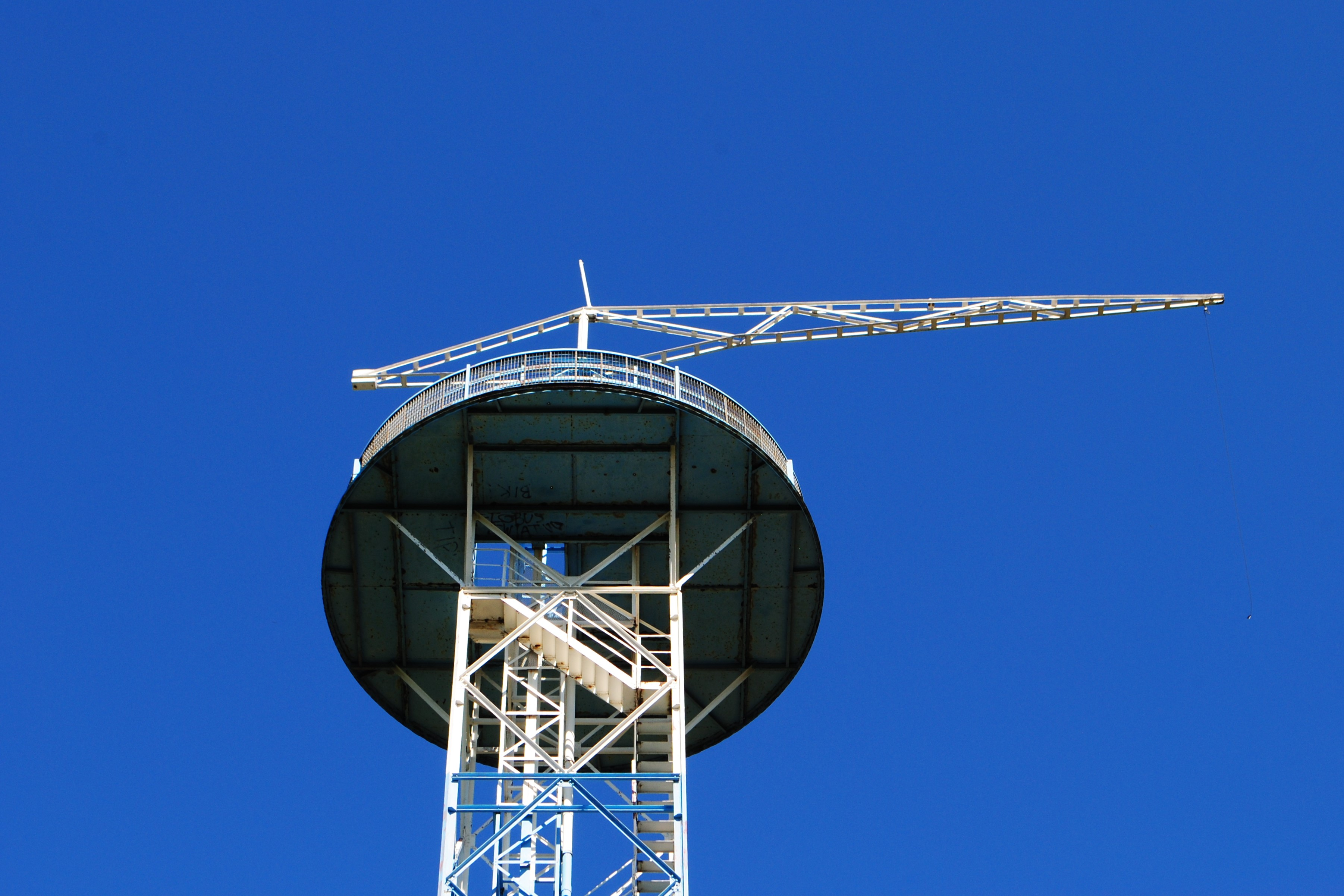
Platforma wieży spadochronowej (2024)
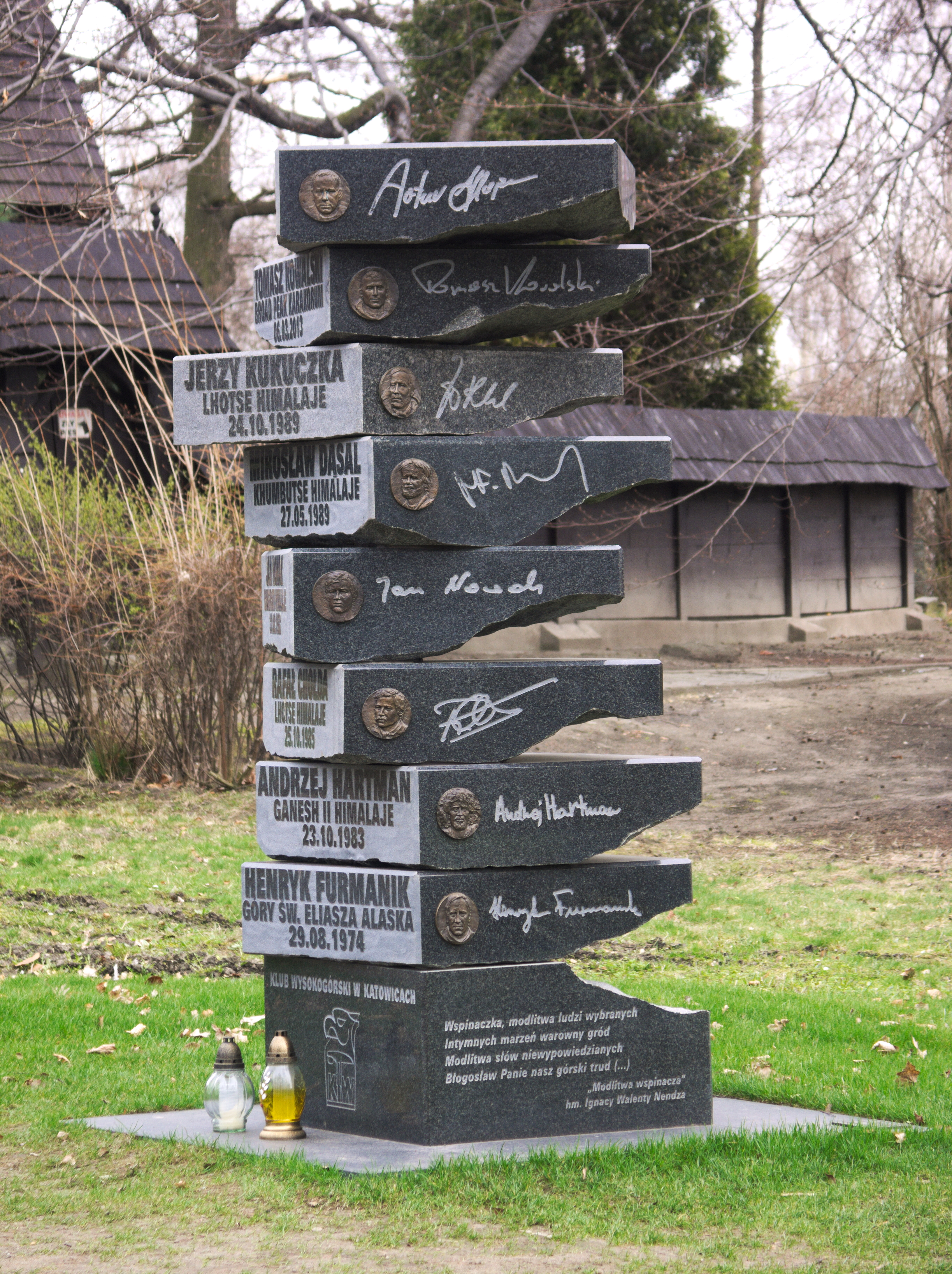
Pomnik Alpinistów (2016)
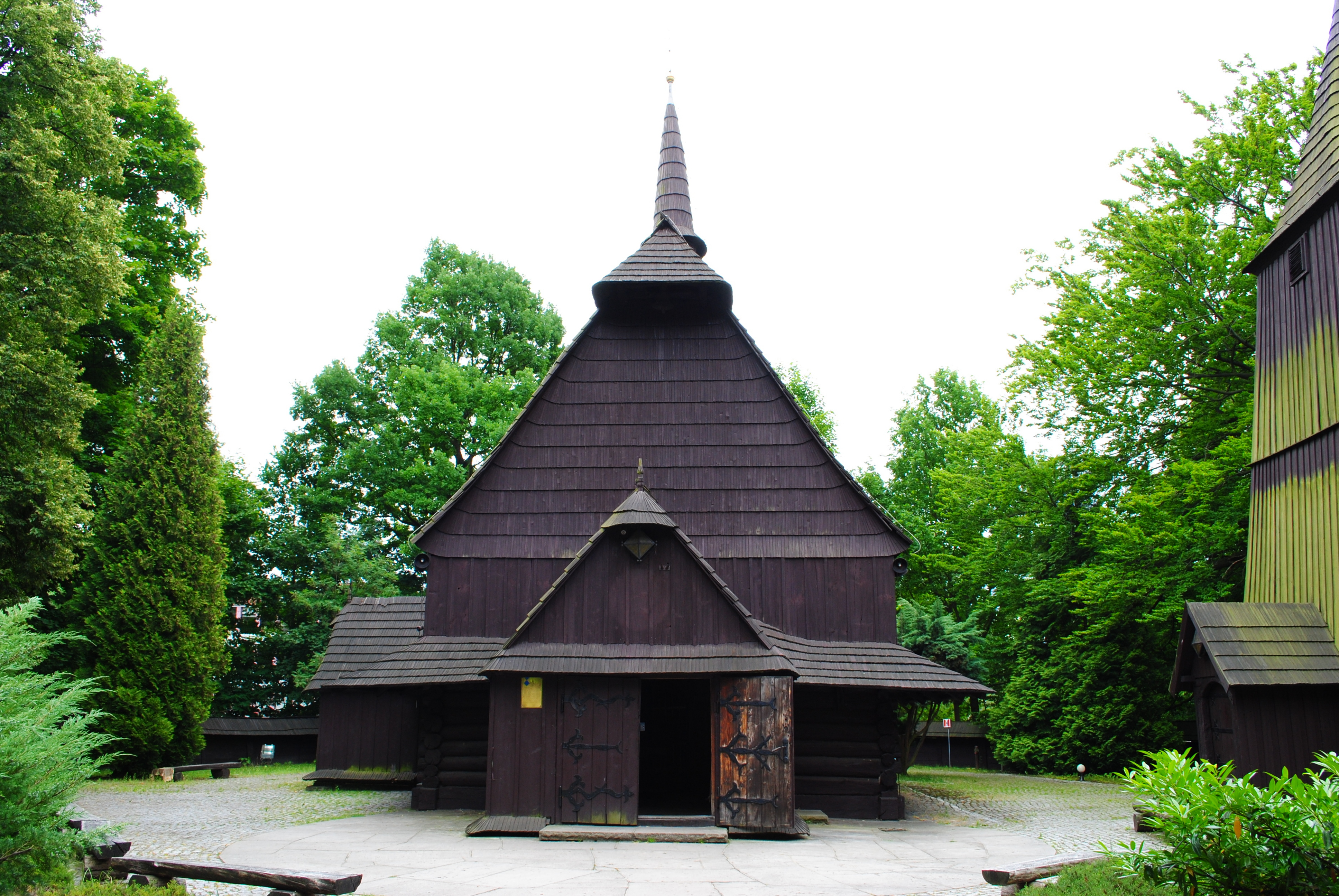
Kościół pw. św. Michała Archanioła (2021)
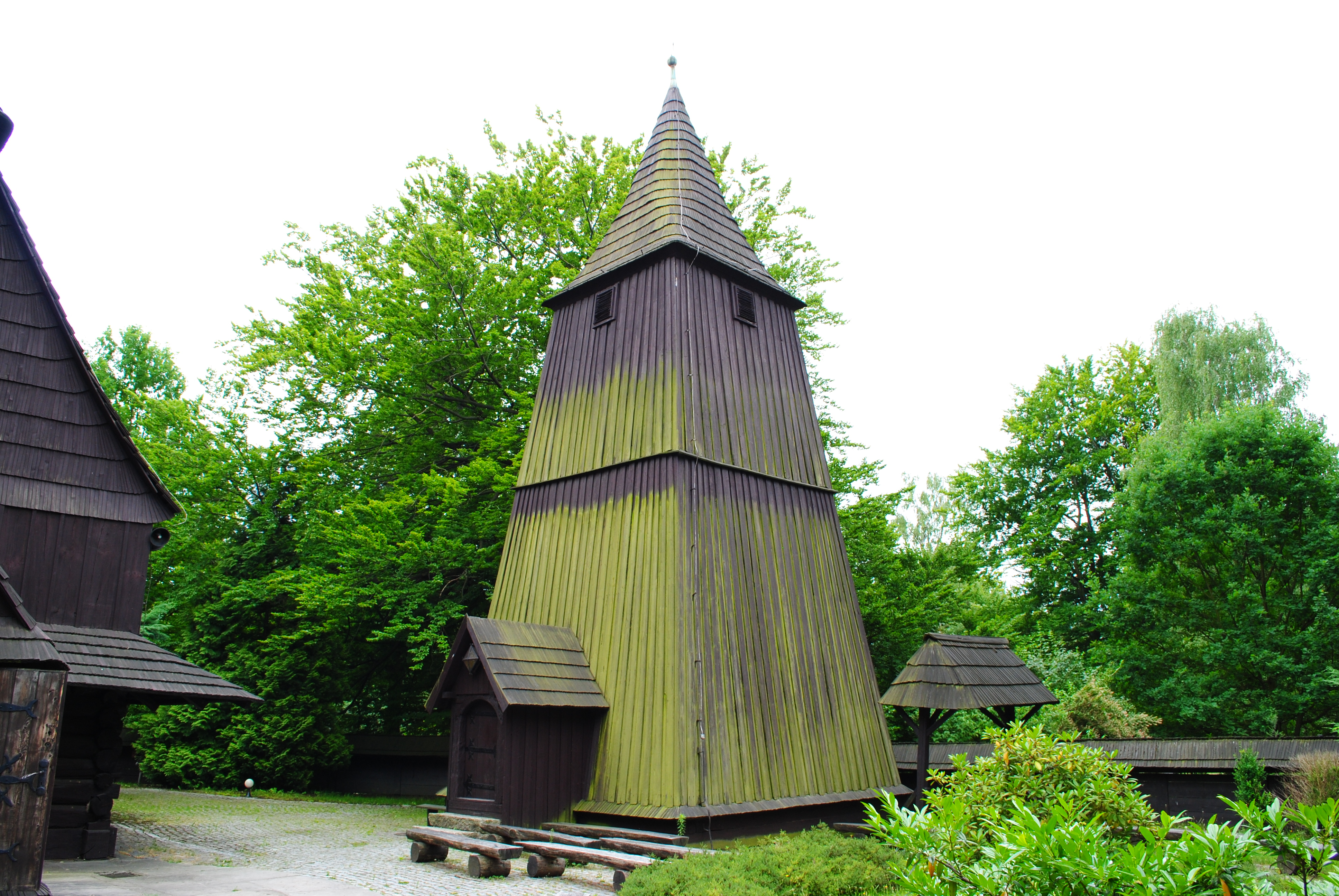
Dzwonnica przy kościele pw. św. Michała Archanioła (2021)
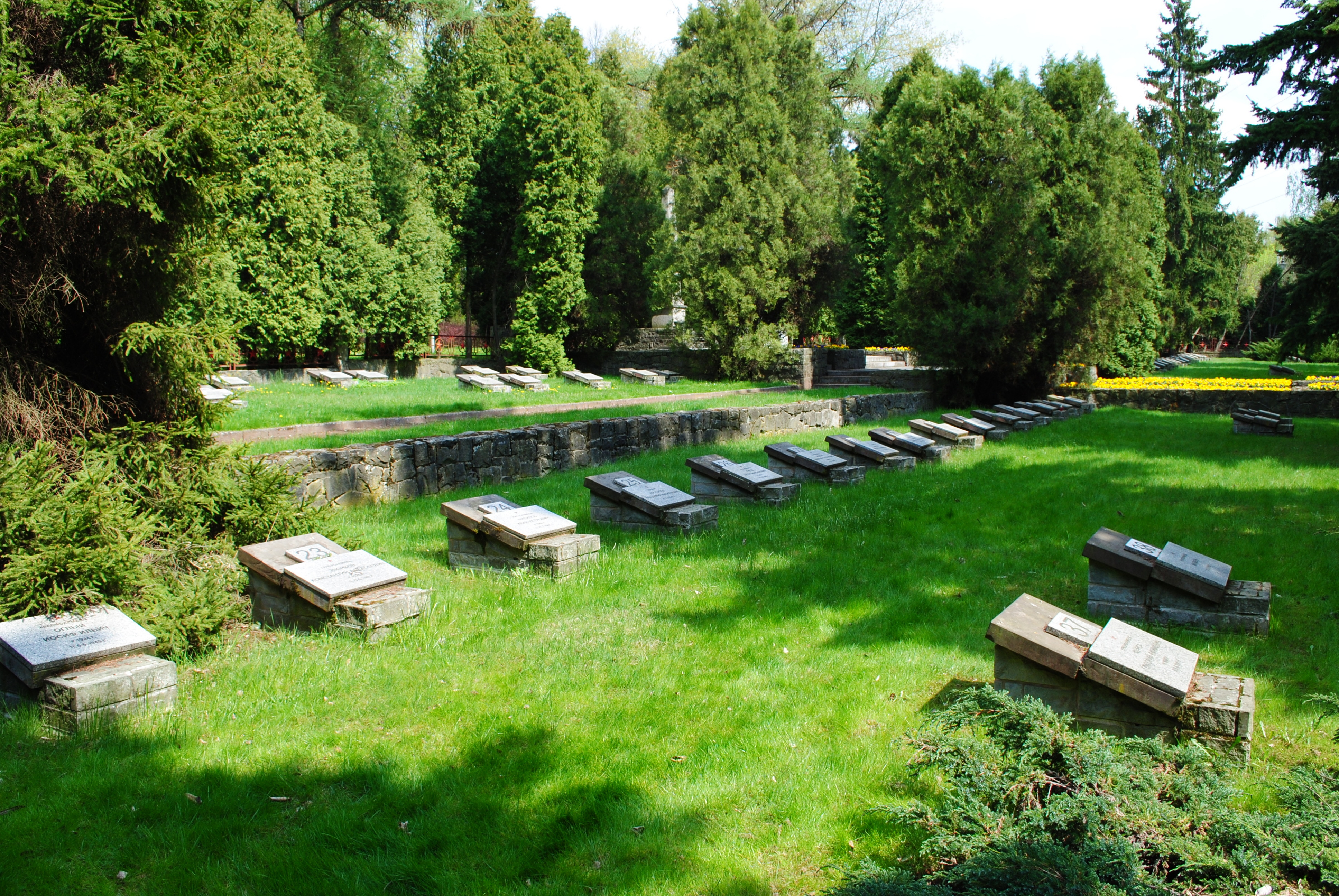
Fragment cmentarza żołnierzy Armii Czerwonej (2022)
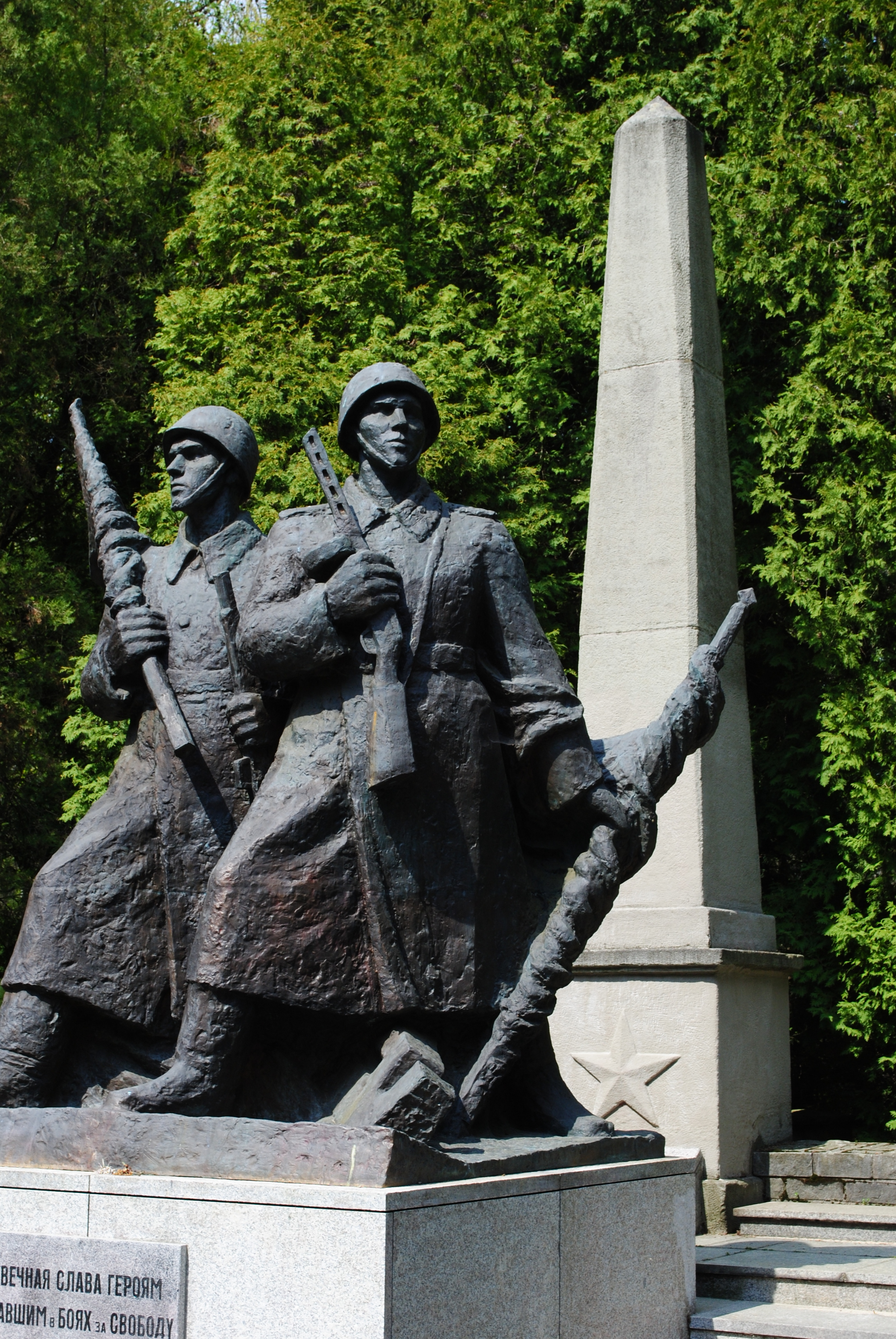
Rzeźba pomnika Żołnierzy Radzieckich na cmentarzu (2022)
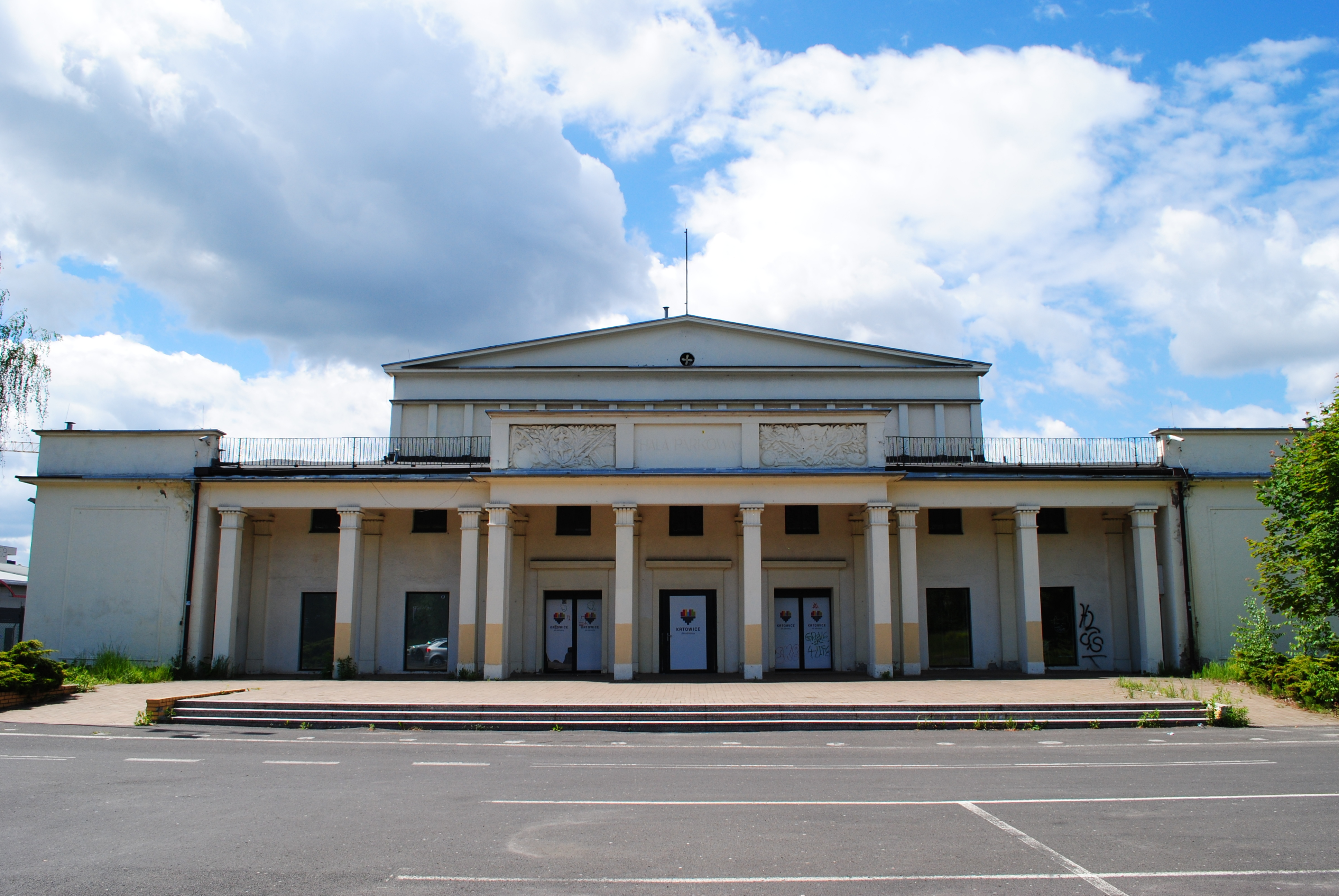
Hala Parkowa (2022)